# James van Allen

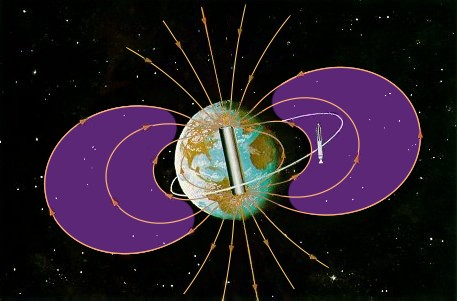
Cinturones de Van Allen.

James Alfred Van Allen (Mount Pleasant, Iowa, 7 de septiembre de 1914 - Iowa City, Iowa, 9 de agosto de 2006) fue un físico estadounidense. Profesor y director del Instituto de Física de la Universidad de Iowa desde 1951, llevó a cabo investigaciones sobre física nuclear, sobre los rayos cósmicos y sobre la física atmosférica.
Descubrió la existencia de dos zonas de radiación de alta energía que circundan la Tierra, llamadas en su honor cinturones de Van Allen, cuyo origen se halla probablemente en las interacciones del viento solar y de los rayos cósmicos con los átomos constituyentes de la atmósfera.

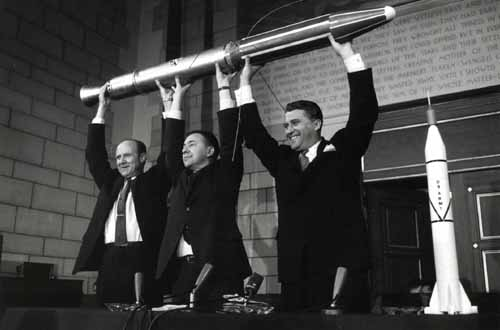
Van Allen (medio) celebrando el satélite Explorer.

Colaboró así mismo en el diseño de los primeros satélites artificiales estadounidenses (Explorer) y participó en los programas de investigación planetaria asociados a las misiones de la NASA Apolo, Mariner y Pioneer. Entre otros galardones recibió la medalla Hickman, de la Sociedad Americana de Cohetes y el premio de la Academia de las Ciencias de Washington. También recibió la medalla de oro de la Real Sociedad Astronómica en 1978 y el Premio Crafoord en 1989 por sus trabajos astrofísicos.
Falleció en el University Hospital de Iowa (Estados Unidos), el 9 de agosto de 2006, casi con 92 años de edad, tras sufrir una deficiencia cardiaca.